# オツケ県
オツケ県(オツケけん、英語：Otuke District)はウガンダの北部地域中部の県。
2014年の人口は10万4254人。
県都はオツケ。

## 地理
- 北：アガゴ県
- 北東：アビム県
- 東：ナパック県
- 南東：アムリア県
- 南：アレブトング県
- 南西：リラ県
- 北西：パデル県

県都オツケは、ランゴ地方の最大都市のリラから道なりに約66km東に位置する。

## 歴史
2009年7月1日、リラ県の北部を割いて新設された。

## 人口
- 1991年1月12日：4万3457人
- 2002年9月13日：6万2018人
- 2014年8月27日：10万4254人

2002年から2014年の人口増加率は年間4.44%であった。